# グリゴリー・フェドートフ
グリゴリー・イヴァーノヴィチ・フェドートフ（ロシア語: Григорий Иванович Федотов、1916年4月11日 - 1957年12月8日）は、ロシア帝国出身の元サッカー選手。息子のウラジーミル・フェドートフ（Владимир Федотов、1943年1月18日 -2009年3月29日）もサッカー選手であった。

## 経歴
1934年、Серп и молот(鎌と槌)でキャリアを始め1937年まで在籍をした。1938年にCDKA(現在のPFC CSKAモスクワ)に入団して、1939年のソビエト連邦サッカーリーグにて21得点を挙げ得点王を獲得した。翌年の40年にも21得点を挙げ2季連続となる得点王を獲得。
引退後は1928-1951CDKA 1951-1957CDSAでコーチとして働いた。1957年インフルエンザで体調を崩し、12月8日に風呂場で倒れているのが発見された。医師の到着後、死亡が確認されノヴォデヴィチ墓地に埋葬された。
没後、グリゴリー・フェドートフ・クラブ(100ゴールを挙げた選手に贈られる賞)が雑誌"フットボール"により創設された。

## 所属クラブ
- メタルルグ・モスクワ 1934-1937
- CDKAモスクワ 1938–1949